# گوشاب
گوشاب (نام علمی: Potamogeton lucens) نام یک گونه از سرده گوشاب‌ها است. به آن روغن‌واش هم گفته‌اند. واش در فارسی و گیلکی به معنای علف است.
گیاه گوشاب از جمله گیاهان علفی، چندساله، زمین‌ساقه‌دار یا بدون آن و آبزی مغروق، بدون غده با برگ‌های شناور است که در آب‌های شیرین تا لب‌شور نظیر: دریاچه‌های کم‌عمق، رودخانه‌های کم‌جریان، جویبارها، کانال‌ها، برکه‌های آب شیرین، اراضی آبگیر حاصل از زهکش و شالیزارهای غرقابی برخوردار از بسترهای حاوی آهک به‌خوبی رشد می‌کند. گوشاب حتی در آب‌های صاف، فقیر از عناصر غذایی غیرآلوده، اکوسیستم‌های آبی غنی از مواد غذایی و آب‌های مملو از گل و لای استقرار می‌یابد. این گیاه در سرتاسر نیمکره شمالی می‌روید، درحالی‌که گروه‌های مختلفی از محققان مبدأ آن را اروپا (اسکاندیناوی، بخش‌های اروپایی روسیه و حوزه مدیترانه)، آسیا (خاور میانه، قفقاز، مغولستان، شبه‌قاره هند، چین، ژاپن، فیلیپین) و آفریقا (آفریقای جنوبی و ماداگاسکار) دانسته‌اند.

## ویژگی‌های گیاه‌شناسی
گیاه گوشاب دارای دو نوع برگ در وضعیت غوطه‌ور و شناور است. برگ‌های شناور از نظر بافت اپیدرمی و کوتیکول متمایل به محور و دور از محور به‌خوبی توسعه یافته‌اند. برگ‌های مغروق بدون کوتیکول هستند و بافت اپیدرمی آنها به‌خوبی توسعه نپذیرفته‌اند. تمامی گونه‌های «گوشاب» دارای برگ‌های غوطه‌ورند امّا تنها برخی گونه‌ها از برگ‌های شناور هم بهره‌مندند. «گوشاب» برگ‌های شناور خود را گاهی در اثر حرکت آب و فساد تدریجی از دست می‌دهد. «گوشاب» دارای برگ‌های دراز، مستطیلی و نیزه‌ای به طول ۴۰–۵/۷ سانتیمتر و عرض ۵/۶–۵/۲ سانتیمتر است و این برگ‌ها با آرایش متناوب یا متقابل ناقص، دندانه‌دار و کامل می‌باشند. معمولاً برگ‌های روی شاخه‌ها کوچک‌تر از برگ‌های ساقه اصلی هستند. برگ‌ها به رنگ سبز کم‌رنگ تا متمایل به زرد، نیمه‌شفاف، براق، دارای رگبرگ‌های مشبک مشخص، حواشی مضرّس و دُمبرگ کوتاه به طول ۱۲–۱ میلیمتر می‌باشند. برگ‌های «گوشاب» دارای استیپول غشایی، دندانه‌های درشت یا ریز هستند به‌طوری‌که استیپول ممکن است از ۱/۳ تا تمام طول به پهنک بچسبد. برگ‌های شناور به شکل بیضوی متمایل به تخم‌مرغی با ۵۱–۱ رگبرگ مشخص هستند درحالی‌که برگ‌های غوطه‌ور بدون دُمبرگ یا دارای دُمبرگ با ۳۵–۱عدد رگبرگ مشخص هستند. رگبرگ‌ها در استیپول به حالت موازی قرار دارند.
«گوشاب» گیاهی نسبتاً قوی با ریزوم‌های خزندهٔ طویل یا بدون آن، ساقه‌های منشعب با مقطع بیضوی و طول حدوداً ۵/۲ متر و ندرتاً تا ۶ متر می‌باشد. این گیاه دارای جوانه‌های انتهایی فشرده و قابل ازدیاد موسوم به توریون یا بدون آن است. ساقه‌ها به حالت فشرده با مقطع عرضی بیضوی، دارای بندها یا گره‌های حائز غده‌های روغن هستند. «توریون‌ها» دارای میان‌گره‌های بسیار کوتاه و برگ‌های داخلی به تعداد ۱۰–۱ عدد با ساختار دوکی و برگ‌های خارجی به تعداد ۵–۱ عدد در هر سمت می‌باشند؛ بنابراین «گوشاب» دارای دو نوع ساقه است که عبارت از: ریزوم‌ها و ساقه‌های قائم هستند.
بسیاری از گونه‌های «گوشاب» دارای غدّه‌های روغن در محل بندهای ساقه هستند. این‌گونه غدّه‌ها به‌ویژه در انواعی که دارای برگ‌های بدون دُمبرگ هستند، فراوان‌ترند. غدّه‌ها به شکل مدوّر و به رنگ‌های سفید، طلایی تا سبز دیده می‌شوند. غدّه‌ها در مجاورت نور شدید و بر روی نمونه‌های خشک با بزرگنمایی ×۱۵ به‌خوبی مشهودند.
گل‌آذین «گوشاب» از نوع سنبله‌ای، ساقه‌دار، گل‌میخ‌مانند، انتهایی یا محوری، کوچک، چهاربخشی و ستاره‌مانند می‌باشد که در مرحله گرده‌افشانی به حالت‌های افراشته، شناور یا مغروق واقع می‌شود. گل‌آذین‌های افراشته نسبتاً طویل‌ترند و همواره در انتهای ساقه‌ها مستقرند؛ درحالی‌که گل‌آذین‌های غوطه‌ور به شکل کروی و موقعیت محوری قرار می‌گیرند. گل‌های «گوشاب» در فاصله ژوئن تا سپتامبر ظاهر می‌گردند. قطعات گل «گوشاب» به صورت مقعر، صاف و به حالت تخم‌مرغ وارونه مشاهده می‌شوند. آن‌ها دارای ۴ عدد گلپوش آزاد براکته‌ای (bracteate) با چنگک‌های کوتاه و همچنین بساک دوسلولی بدون پایه و ۴ عدد پرچم بدون پایه یا با پایه کوتاه متصل به قاعده گلپوش می‌باشند. گل‌های «گوشاب» دارای ۴–۱ مادگی هستند. کلاله‌های آنها بدون پایه یا دارای پایه کوتاه، رأسی یا سپرمانند با تخمک منفرد می‌باشند. گل‌های مغروق با کمک آب و گل‌های افراشته با کمک باد گرده‌افشانی می‌شوند. میوه‌های گوشاب کوچک، آلویی‌شکل، چرمی، تک بذر، صاف یا زگیل‌دار، تاجدار یا دارای خارهای ریز با «اگزوکارپ» یا برونبر آبدار و «اندوکارپ» یا درون‌بر استخوانی به قطر ۳ میلیمتر هستند. جنین دانه «گوشاب» به حالت خمیده یا پیچشی و ندرتاً ایستاده و همچنین بدون اندوسپرم می‌باشد.
گونه‌های مختلف "گوشاب" ممکن است تنها دارای یک نوع از گل آذین‌های غوطه‌ور یا افراشته موسوم به "monomorphic" از دارای هر دو نوع موسوم به "dimorphic" باشند. برای شناسایی گونه‌های "گوشاب" معمولاً در زمان میوه‌دهی آنها اقدام می‌شود زیرا خصوصیات میوه‌دهی دارای اهمیّت زیادی در شناسایی آن است. میوه‌های "گوشاب" ممکن است دارای بال‌های محوری یا دور از محور، پشته، شیار یا واژگونی باشند. گیاه "گوشاب" دارای ۹۰–۷۵ گونه در سراسر جهان است؛ به‌طوری‌که دارای ۲۰ گونه در چین و ۱۲ گونه در پاکستان می‌باشد. گونه‌های گیاه "گوشاب" در شرایط محیطی متفاوت به شکل‌های مختلفی ظاهر می‌شوند.